# هاوثورن
هاوثورن (بالإنجليزية: Hawthorne)‏ هو مكان معين التعداد (CDP) في مقاطعة مينيرال في ولاية نيفادا الأمريكية. بلغ عدد السكان 3,329 نسمة حسب تعداد عام 2010،  وانخفض من 3,311 نسمة في تعداد عام 2000. وهي مقر مقاطعة مينرال.  يعتبر مستودع هوثورن العسكري القريب قاعدة اقتصادية أساسية للبلدة.

## التركيبة السكانية
حدّد مكتب تعداد الولايات المتحدة بيانات التركيبة السكانية لهاوثورن في تعداد الولايات المتحدة. في ما يلي، التركيبة السكانية حسب تعدادي 2000 و2010.

### تعداد عام 2000
بلغ عدد سكان هاوثورن 3,311 نسمة بحسب تعداد عام 2000، وبلغ عدد الأسر 1,465 أسرة وعدد العائلات 937 عائلة مقيمة في المنطقة السكنية. في حين سجلت الكثافة السكانية 871.3 نسمة لكل كيلومتر مربع (2,256.7/ميل2). وبلغ عدد الوحدات السكنية 1,883 وحدة بمتوسط كثافة قدره 495.5 لكل كيلومتر مربع (1,283.3/ميل2).
وتوزع التركيب العرقي للمنطقة السكنية بنسبة 84.48% من البيض و6.16% من الأمريكيين الأفارقة و2.81% من الأمريكيين الأصليين و1.21% من الأمريكيين ذوي الأصول الآسيوية و0.12% من سكان جزر المحيط الهادئ و3.05% من الأعراق الأخرى و2.17% من عرقين مختلطين أو أكثر و9.21% من الهسبانيون أو اللاتينيون من أي عرق.
بلغ عدد الأسر 1,465 أسرة كانت نسبة 28.9% منها لديها أطفال تحت سن الثامنة عشر تعيش معهم، وبلغت نسبة الأزواج القاطنين مع بعضهم البعض 46.4% من أصل المجموع الكلي للأسر، ونسبة 11.2% من الأسر كان لديها معيلات من الإناث دون وجود شريك،  بينما كانت نسبة 6.3% من الأسر لديها معيلون من الذكور دون وجود شريكة وكانت نسبة 36% من غير العائلات. تألفت نسبة 31.2% من أصل جميع الأسر من عدة أفراد يعيشون في نفس المنزل ونسبة 15.2% كانت تتألف من شخص يعيش بمفرده يبلغ من العمر 65 عاماً أو أكثر. وبلغ متوسط حجم الأسرة المعيشية 2.25، أما متوسط حجم العائلات فبلغ 2.74.
بلغ العمر الوسطي للسكان 43.7 عاماً. وكانت نسبة 22.9% من القاطنين تحت سن الثامنة عشر، وكانت نسبة 6.5% بين الثامنة عشر والرابعة والعشرين عاماً، ونسبة 21.9% كانت واقعةً في الفئة العمرية ما بين الخامسة والعشرين والرابعة والأربعين عاماً، ونسبة 27.5% كانت ما بين الخامسة والأربعين والرابعة والستين، ونسبة 20.6% كانت ضمن فئة الخامسة والستين عاماً فما فوق. يوجد لكل 100 أنثى 96.9 ذكر، ويوجد لكل 100 أنثى في الثامنة عشر من عمرها فما فوق 95.0 ذكر.
بلغ متوسط دخل الأسرة في المنطقة السكنية 34,413 دولارًا، أما متوسط دخل العائلة فبلغ 41,733 دولارًا. وكان متوسط دخل الذكور 31,344 دولارًا مقابل 25,058 دولارًا للإناث. وسجل دخل الفرد الخاص بالمنطقة السكنية 17,830 دولارًا. وكانت نسبة 8.6% من العائلات ونسبة 10.8% من السكان تحت خط الفقر، وكان من هؤلاء نسبة 14.7% تحت سن الثامنة عشر ونسبة 8% في الخامسة والستين من العمر وما فوق.

### تعداد عام 2010
بلغ عدد سكان هاوثورن 3,269 نسمة بحسب تعداد عام 2010، وبلغ عدد الأسر 1,539 أسرة وعدد العائلات 870 عائلة مقيمة في المنطقة السكنية. في حين سجلت الكثافة السكانية 860.3 نسمة لكل كيلومتر مربع (2,228.2/ميل2). وبلغ عدد الوحدات السكنية 1,864 وحدة بمتوسط كثافة قدره 490.5 لكل كيلومتر مربع (1,270.4/ميل2).
وتوزع التركيب العرقي للمنطقة السكنية بنسبة 83.57% من البيض و5.05% من الأمريكيين الأفارقة و3.18% من الأمريكيين الأصليين و1.50% من الأمريكيين ذوي الأصول الآسيوية و0.18% من سكان جزر المحيط الهادئ و2.72% من الأعراق الأخرى و3.79% من عرقين مختلطين أو أكثر و9.73% من الهسبانيون أو اللاتينيون من أي عرق.
بلغ عدد الأسر 1,539 أسرة كانت نسبة 21.2% منها لديها أطفال تحت سن الثامنة عشر تعيش معهم، وبلغت نسبة الأزواج القاطنين مع بعضهم البعض 40.5% من أصل المجموع الكلي للأسر، ونسبة 10.3% من الأسر كان لديها معيلات من الإناث دون وجود شريك،  بينما كانت نسبة 5.7% من الأسر لديها معيلون من الذكور دون وجود شريكة وكانت نسبة 43.5% من غير العائلات. تألفت نسبة 36.4% من أصل جميع الأسر من عدة أفراد يعيشون في نفس المنزل ونسبة 16.9% كانت تتألف من شخص يعيش بمفرده يبلغ من العمر 65 عاماً أو أكثر. وبلغ متوسط حجم الأسرة المعيشية 2.09، أما متوسط حجم العائلات فبلغ 2.67.
بلغ العمر الوسطي للسكان 49.3 عاماً. وكانت نسبة 17.7% من القاطنين تحت سن الثامنة عشر، وكانت نسبة 7.7% بين الثامنة عشر والرابعة والعشرين عاماً، ونسبة 18.2% كانت واقعةً في الفئة العمرية ما بين الخامسة والعشرين والرابعة والأربعين عاماً، ونسبة 33.9% كانت ما بين الخامسة والأربعين والرابعة والستين، ونسبة 22.5% كانت ضمن فئة الخامسة والستين عاماً فما فوق. وتوزع التركيب الجنسي للسكان بنسبة 49.1% ذكور و50.9% إناث.

## أعلام
- جيم ناش